# Canottaggio ai Giochi della XI Olimpiade - Singolo maschile
La competizione del singolo maschile dei Giochi della XI Olimpiade si è svolta dall'11 al 14 agosto 1936 al bacino di Grünau, Berlino.

## Risultati

### Batterie
Si sono disputate l'11 agosto. Il vincitore di ciascuna batteria in semifinale, i restanti al recuperi.
| Pos. | Atleta                  | Nazione     | Tempo  |
| ---- | ----------------------- | ----------- | ------ |
| 1    | Roger Verey             | Polonia     | 7'31"2 |
| 2    | Celestino João de Palma | Brasile     | 7'37"7 |
| 3    | Elmar Korko             | Estonia     | 7'40"4 |
| 4    | Hans ten Houten         | Paesi Bassi | 7'42"9 |
| 5    | Davor Jelaska           | Jugoslavia  | 8'05"2 |

| Pos. | Atleta           | Nazione     | Tempo  |
| ---- | ---------------- | ----------- | ------ |
| 1    | Gustav Schäfer   | Germania    | 7'17"1 |
| 2    | Josef Hasenöhrl  | Austria     | 7'24"0 |
| 3    | Charles Campbell | Canada      | 7'25"7 |
| 4    | Cecil Pearce     | Australia   | 7'27"0 |
| 5    | Daniel Barrow    | Stati Uniti | 7'30"5 |

| Pos. | Atleta            | Nazione   | Tempo  |
| ---- | ----------------- | --------- | ------ |
| 1    | Ernst Rufli       | Svizzera  | 7'19"0 |
| 2    | Henri Banos       | Francia   | 7'39"9 |
| 3    | Carl Christiansen | Norvegia  | 7'42"9 |
| 4    | László Kozma      | Ungheria  | 7'47"0 |
| 5    | Walter Youell     | Sudafrica | 7'56"6 |

| Pos. | Atleta                | Nazione        | Tempo  |
| ---- | --------------------- | -------------- | ------ |
| 1    | Humphrey Warren       | Gran Bretagna  | 7'27"0 |
| 2    | Riccardo Steinleitner | Italia         | 7'30"6 |
| 3    | Pascual Giorgio       | Argentina      | 7'33"0 |
| 4    | Arquímedes Juanicó    | Uruguay        | 7'39"6 |
| 5    | Jiří Zavřel           | Cecoslovacchia | 7'43"0 |

### Recuperi
Si sono disputati il 12 agosto. Il vincitore di ciascuna serie in semifinale.
| Pos. | Atleta            | Nazione  | Tempo  |
| ---- | ----------------- | -------- | ------ |
| 1    | Josef Hasenöhrl   | Austria  | 7'27"7 |
| 2    | Carl Christiansen | Norvegia | 7'32"8 |
| 3    | Elmar Korko       | Estonia  | 7'44"1 |
| 4    | László Kozma      | Ungheria | 7'45"9 |

| Pos. | Atleta                | Nazione     | Tempo  |
| ---- | --------------------- | ----------- | ------ |
| 1    | Daniel Barrow         | Stati Uniti | 7'31"3 |
| 2    | Riccardo Steinleitner | Italia      | 7'31"4 |
| 3    | Hans ten Houten       | Paesi Bassi | 7'48"6 |
| 4    | Walter Youell         | Sudafrica   | 8'04"7 |

| Pos. | Atleta          | Nazione        | Tempo  |
| ---- | --------------- | -------------- | ------ |
| 1    | Pascual Giorgio | Argentina      | 7'38"7 |
| 2    | Jiří Zavřel     | Cecoslovacchia | 7'45"4 |
| 3    | Henri Banos     | Francia        | 7'49"0 |
| -    | Davor Jelaska   | Jugoslavia     | DNF    |

| Pos. | Atleta                  | Nazione   | Tempo  |
| ---- | ----------------------- | --------- | ------ |
| 1    | Charles Campbell        | Canada    | 7'31"0 |
| 2    | Cecil Pearce            | Australia | 7'33"2 |
| 3    | Celestino João de Palma | Brasile   | 7'49"7 |
| 4    | Arquímedes Juanicó      | Uruguay   | 7'52"4 |

### Semifinali
Si sono disputate il 13 agosto. I primi tre di ciascuna serie in finale.
| Pos. | Atleta          | Nazione     | Tempo  |
| ---- | --------------- | ----------- | ------ |
| 1    | Gustav Schäfer  | Germania    | 8'04"0 |
| 2    | Daniel Barrow   | Stati Uniti | 8'17"9 |
| 3    | Pascual Giorgio | Argentina   | 8'18"4 |
| -    | Roger Verey     | Polonia     | DNF    |

| Pos. | Atleta           | Nazione       | Tempo  |
| ---- | ---------------- | ------------- | ------ |
| 1    | Ernst Rufli      | Svizzera      | 7'46"9 |
| 2    | Josef Hasenöhrl  | Austria       | 7'54"6 |
| 3    | Charles Campbell | Canada        | 8'02"2 |
| 4    | Humphrey Warren  | Gran Bretagna | 8'08"8 |

### Finale
Si è disputata il 14 agosto.
| Pos.    | Atleta           | Nazione     | Tempo  |
| ------- | ---------------- | ----------- | ------ |
| Oro     | Gustav Schäfer   | Germania    | 8'21"5 |
| Argento | Josef Hasenöhrl  | Austria     | 8'25"8 |
| Bronzo  | Daniel Barrow    | Stati Uniti | 8'28"0 |
| 4       | Charles Campbell | Canada      | 8'35"0 |
| 5       | Ernst Rufli      | Svizzera    | 8'38"9 |
| 6       | Pascual Giorgio  | Argentina   | 8'57"5 |